# IFF Art Film
IFF Art Film, anteriormente conhecido como Artfilm e Art Film Fest, é um festival anual de cinema internacional fundado em Trenčianske Teplice, na Eslováquia, em 1993, logo após a dissolução da Tchecoslováquia. O primeiro evento foi realizado em 14 de junho de 1993, sob os auspícios da UNESCO. É o festival internacional de cinema mais antigo do país.
Em 2016, após 23 anos de história, o festival foi transferido para Košice, a segunda maior cidade da Eslováquia. O evento tradicionalmente acontece de 14 a 22 de junho e inclui sessões de autógrafos, discussões, apresentações musicais e workshops.

## História
O Artfilm foi criado pelo diretor de cinema Petr Hledík, que é o diretor artístico de longa data do festival. Segundo Hledík, no início da década de 1990, os estúdios cinematográficos Koliba em Bratislava estavam em declínio, o financiamento para a cinematografia eslovaca diminuía rapidamente e os filmes quase deixaram de ser produzidos.

### 1993
O primeiro festival foi realizado em 14 de junho de 1993 na cidade termal de Trenčianske Teplice, sob os auspícios da UNESCO. Foi dedicado a filmes centrados no período Barroco, visto que 1992 foi o Ano Internacional do Barroco, e muitos filmes foram realizados sobre o tema. Em reação à dissolução da Checoslováquia, os organizadores do festival decidiram criar uma retrospectiva do trabalho documental ao longo da era checoslovaca. Naquele ano, o convidado de honra foi o cineasta de vanguarda britânico Peter Greenaway, e o festival atraiu apenas 200-300 participantes.

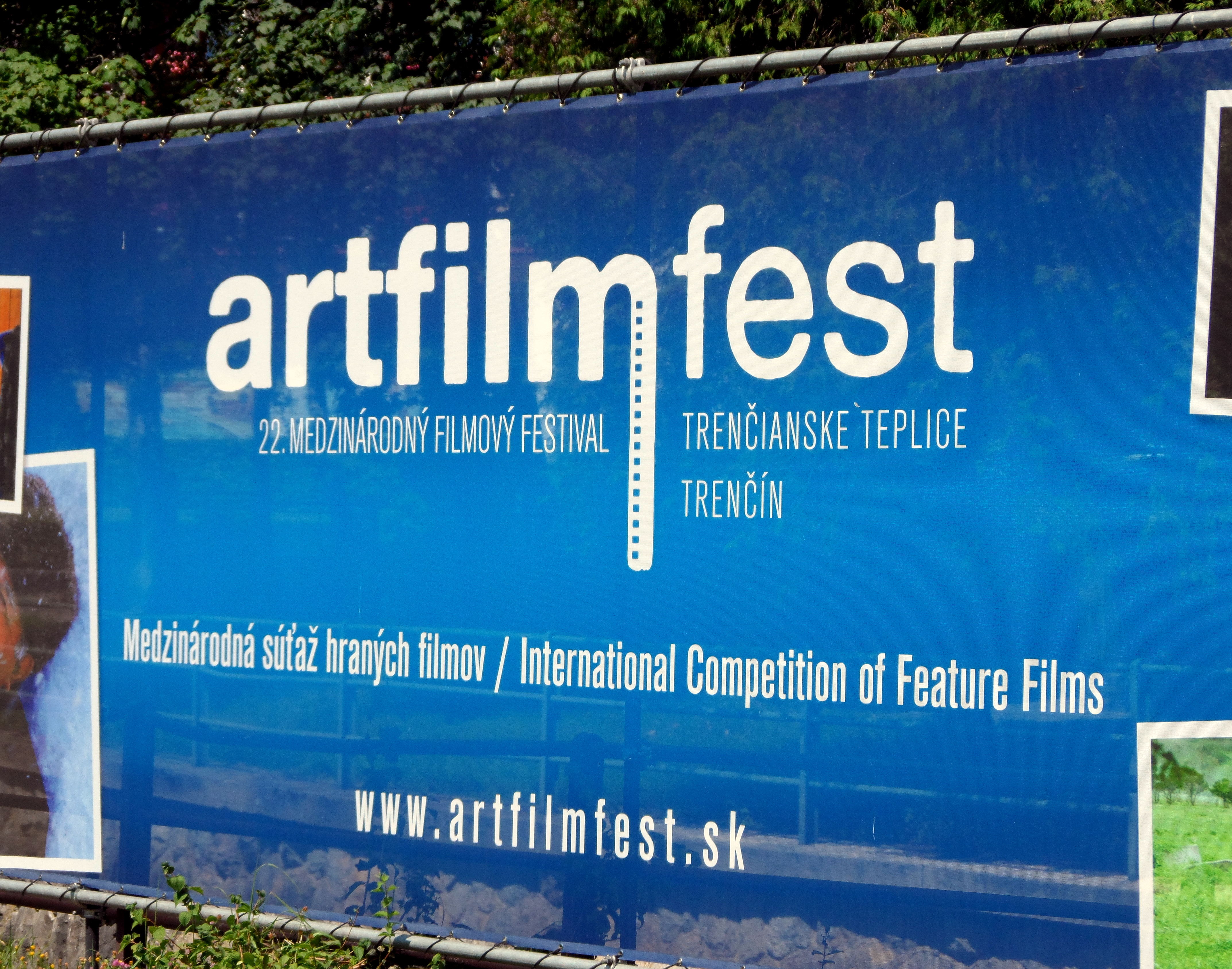
Banner do Festival de Cinema de Arte.

### 1995
Com o passar do tempo, os organizadores tornaram-se cada vez mais conscientes de que limitar o festival aos documentários era uma restrição desnecessária e, consequentemente, alargaram o seu âmbito. Em 1995, o evento alcançou seu primeiro grande marco: mudar o foco para a apresentação de filmes sobre arte e artistas. 1995 foi também o ano em que foi concedido o primeiro prêmio Missão do Ator, indo para o ator italiano Franco Nero.

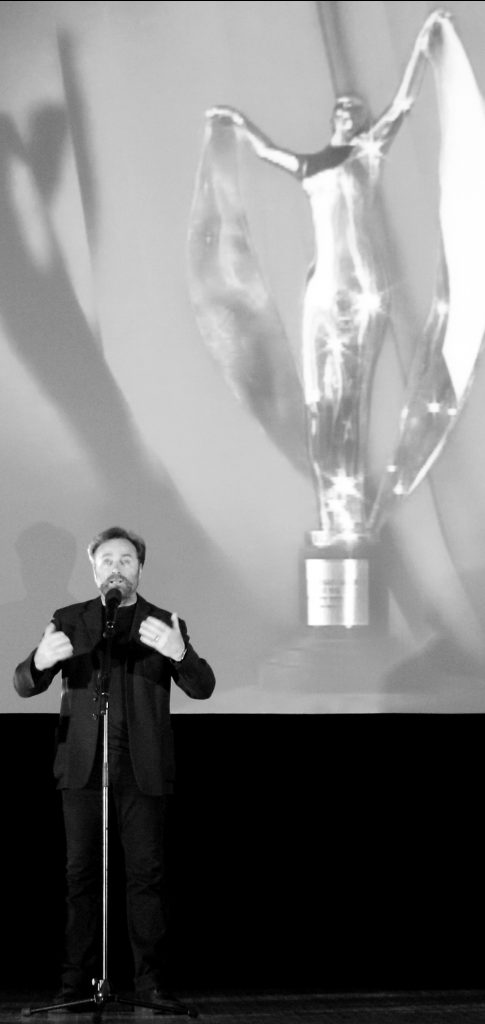
Vencedor do Prêmio Missão do Ator, Franco Nero.

### 1997
Em 1997, as exibições do festival se expandiram para a cidade vizinha de Trenčín, e uma competição de longas-metragens foi introduzida.

### 2001
A Artfilm começou a premiar uma variedade de profissionais do cinema eslovacos e internacionais com o prêmio Câmera Dourada por contribuições notáveis ao ofício cinematográfico. O prêmio foi recebido por inúmeras figuras renomadas do cinema, incluindo Roman Polanski, Jean-Claude Carriére, Emir Kusturica, Ettore Scola, Andrei Konchalovsky, Ulrich Seidl, Andrzej Wajda, Martin Hollý, Juraj Jakubisko e Dušan Hanák.

### 2002
O Artfilm começou a se definir como um festival de arte cinematográfica e, desde então, tem se concentrado em longas-metragens de todo o mundo. O ano de 2002 também viu a chegada do cinema ao ar livre conhecido como Cinematógrafo Itinerante dos Irmãos Čadík.

### 2005
Em 2005, o festival foi incluído na produtora Forza, e o ator e cantor Milan Lasica tornou-se seu presidente, com Hledík como vice-presidente.

### 2007
O festival completou quinze anos em 2007, tendo acumulado 105 dias de festival e exibido mais de 1.500 longas, médias e curtas-metragens, além de obras de animação, documentários e experimentais.

### 2009
Peter Nágel tornou-se o novo diretor do programa em 2009,  e o festival mudou seu nome para Art Film Fest. Isto foi acompanhado por um acentuado renascimento do interesse do público, com o evento atraindo cerca de 25.000 visitantes.

### 2016
Em 2016, após 23 anos, o Art Film Fest mudou de local, mudando-se para a segunda maior cidade da Eslováquia, Košice. As razões incluíam as perspectivas futuras do festival, garantindo melhores condições para um maior desenvolvimento, sob a forma de infra-estruturas cinematográficas mais convenientes, confortáveis e variadas, e de forma a satisfazer os padrões modernos de um festival de cinema internacional. Desde então, os eventos foram realizados de 14 a 22 de junho no espaço de exposições Kunsthalle de Košice, Kasárne Kulturpark, na antiga prefeitura, no cinema Kino Úsmev, na antiga fábrica de tabaco de Tabačka Kulturfabrik - agora um centro cultural, e em Amfiteáter Košice.

### 2020–2022
O evento não foi realizado em 2020, devido à pandemia de COVID-19. No ano seguinte, os organizadores realizaram uma edição reduzida de cinco dias e em 2022 foi cancelada mais uma vez, desta vez por falta de verba.

## Categorias de prêmios
O Art Film Fest conta com diversas categorias de competição e premiações. A competição de longas-metragens é avaliada por um júri internacional de cinco membros, e a competição de curtas-metragens por um júri internacional de três membros. Especialistas de diversas profissões cinematográficas são indicados antecipadamente pelos júris.

### Anjo Azul
- Anjo Azul de Melhor Longa-Metragem - concedido a produtores de cinema
- Anjo Azul de Melhor Direção
- Anjo Azul de Melhor Performance Feminina
- Anjo Azul de Melhor Performance Masculina
- Anjo Azul – prêmio de melhor curta-metragem, concedido ao diretor

### Competição internacional de longas-metragens com mais de sessenta minutos
Esta competição é dirigida a futuros diretores – apenas estreias ou segundos e terceiros filmes podem ser inscritos.

### Competição internacional de curtas-metragens com menos de trinta minutos
Esta competição não é limitada por gênero – podem ser inscritos longas-metragens, documentários, animações e outros filmes.

### Missão do Ator
Este prémio, atribuído desde 1995, está associado à tradição de afixar uma placa com o nome do premiado na Ponte da Fama em Trenčianske Teplice.

## Galeria
Vários atores tchecos, eslovacos e internacionais receberam o troféu Missão do Ator desde o início do festival em 1993, incluindo Ben Kingsley, Gérard Depardieu, Jeremy Irons, Isabelle Huppert, Geraldine Chaplin, Klaus Maria Brandauer, Erland Josephson, Jacqueline Bisset, Omar Sharif, Jean-Paul Belmondo, Vlastimil Brodský, Iva Janžurová, Zdeněk Svěrák, Josef Abrhám, Jozef Kroner, Juraj Kukura e Marián Labuda.

Esta galeria apresenta uma amostra das placas memoriais da Missão do Ator na Ponte da Fama em Trenčianske Teplice.

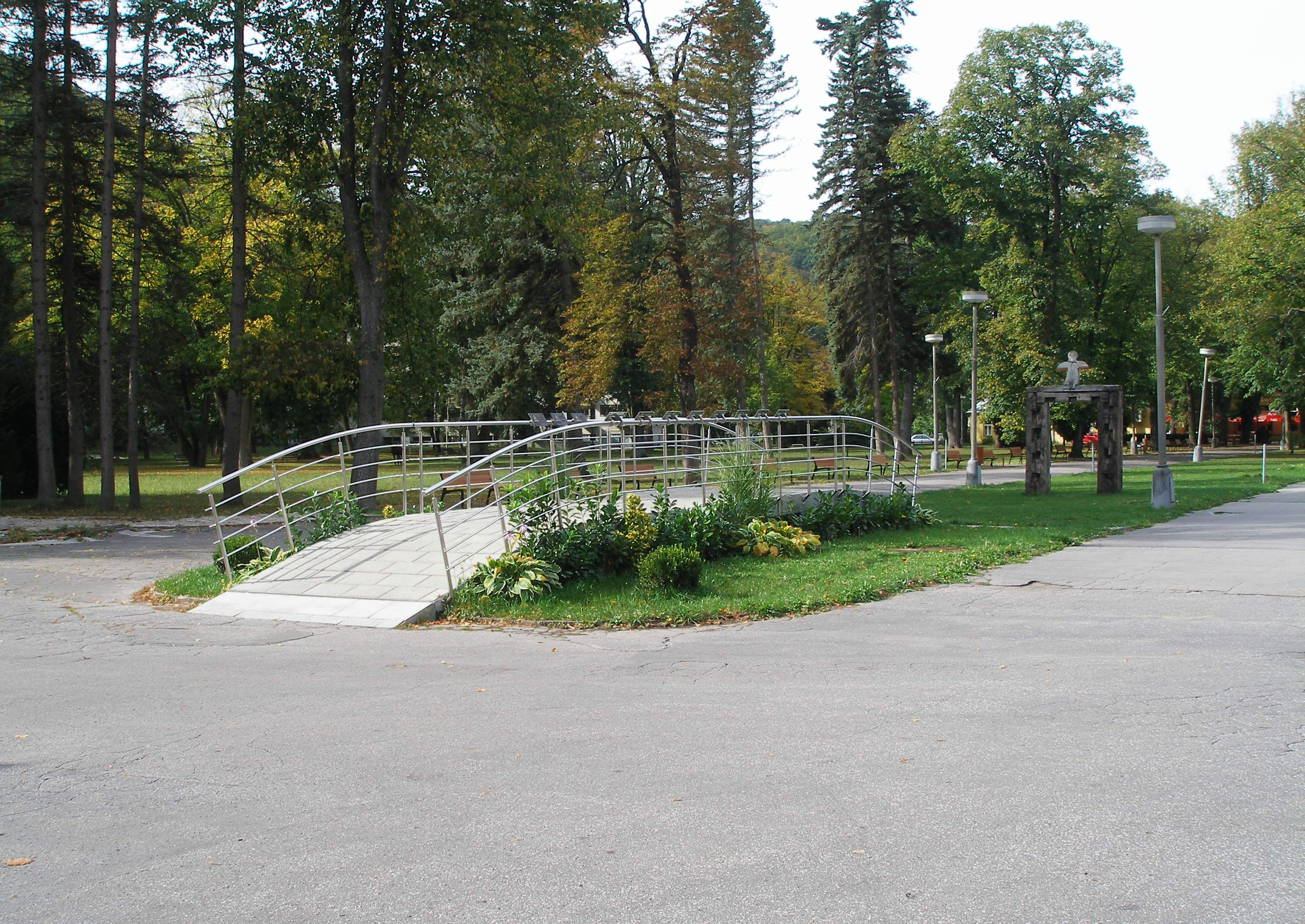
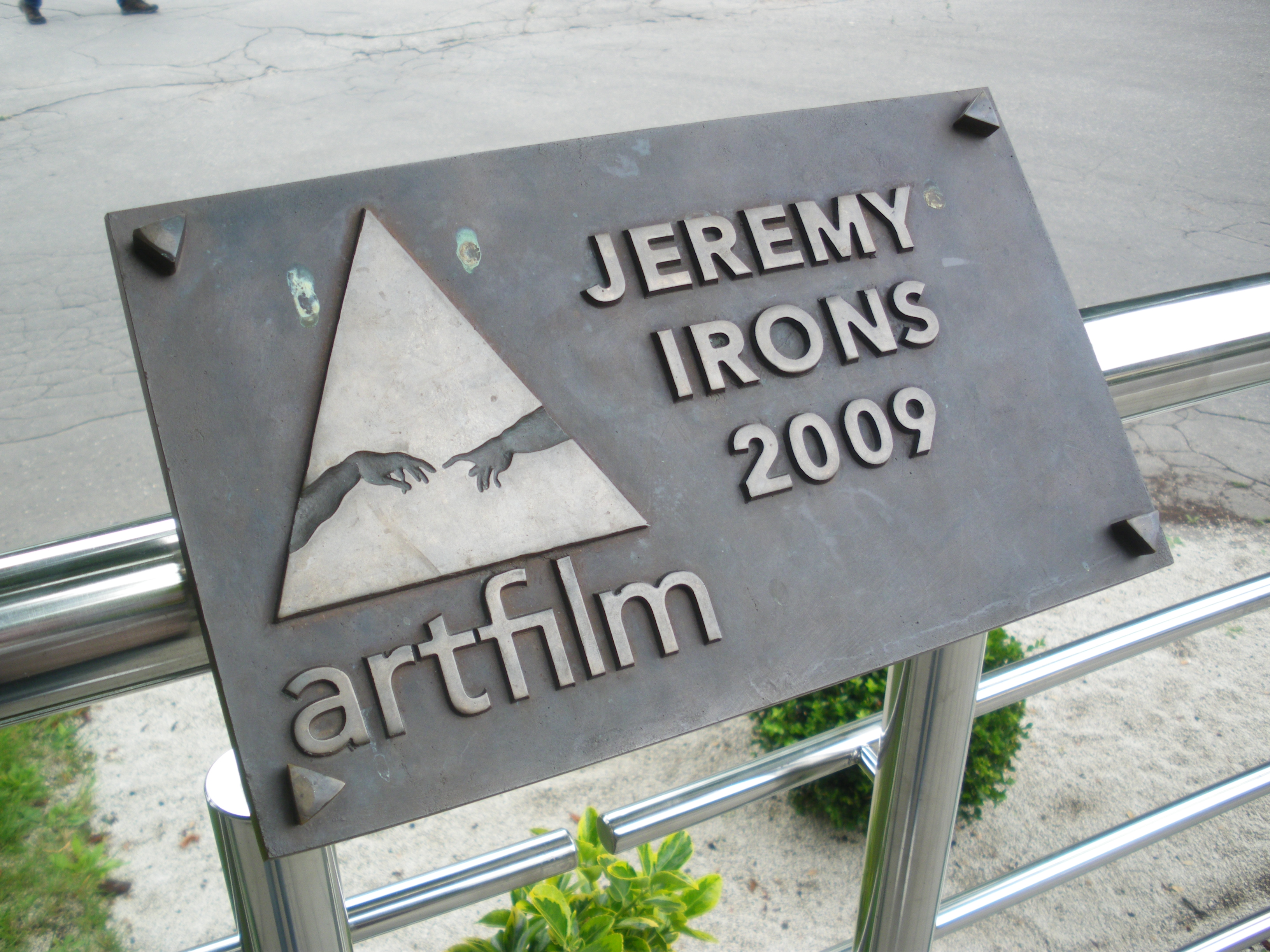
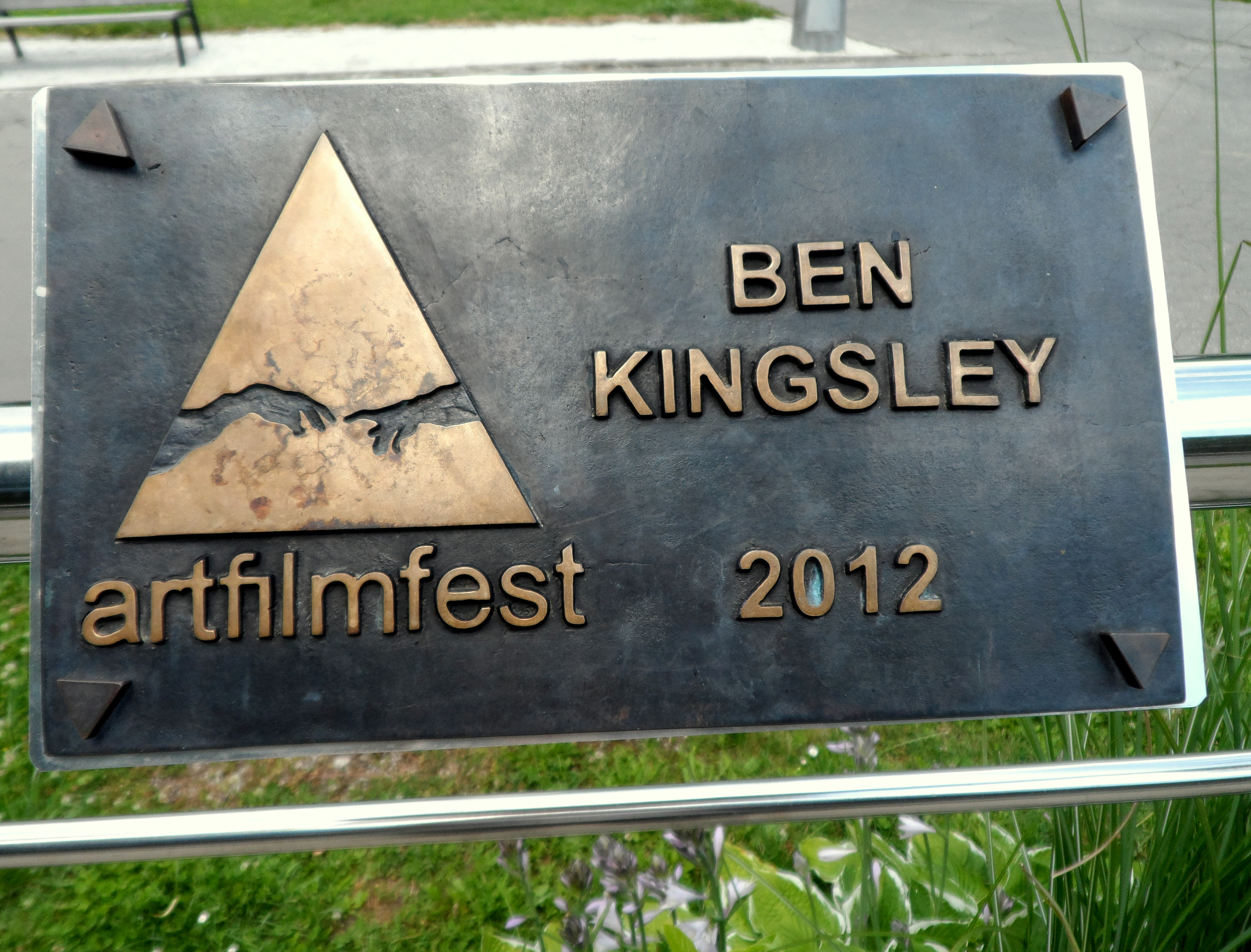
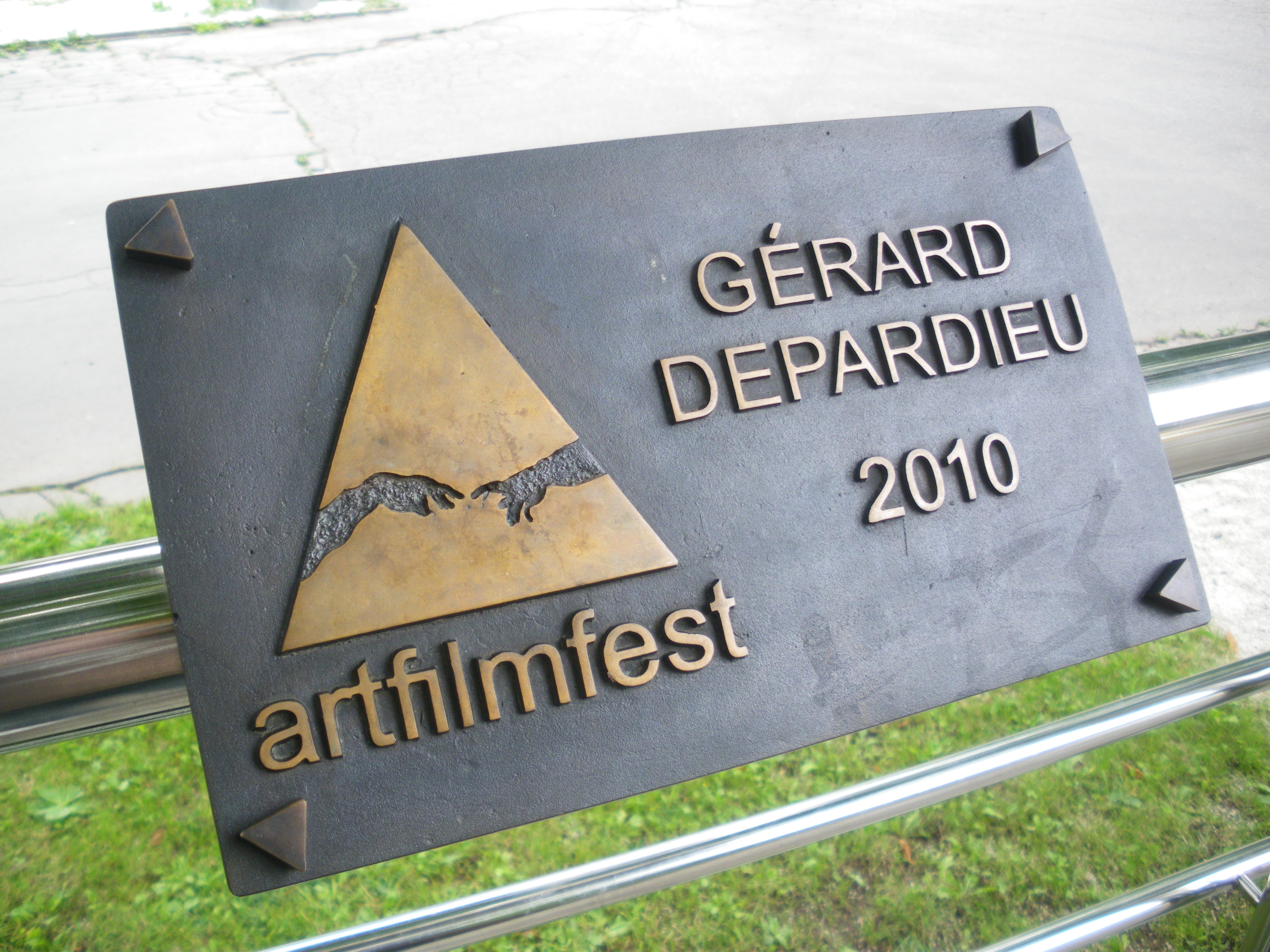
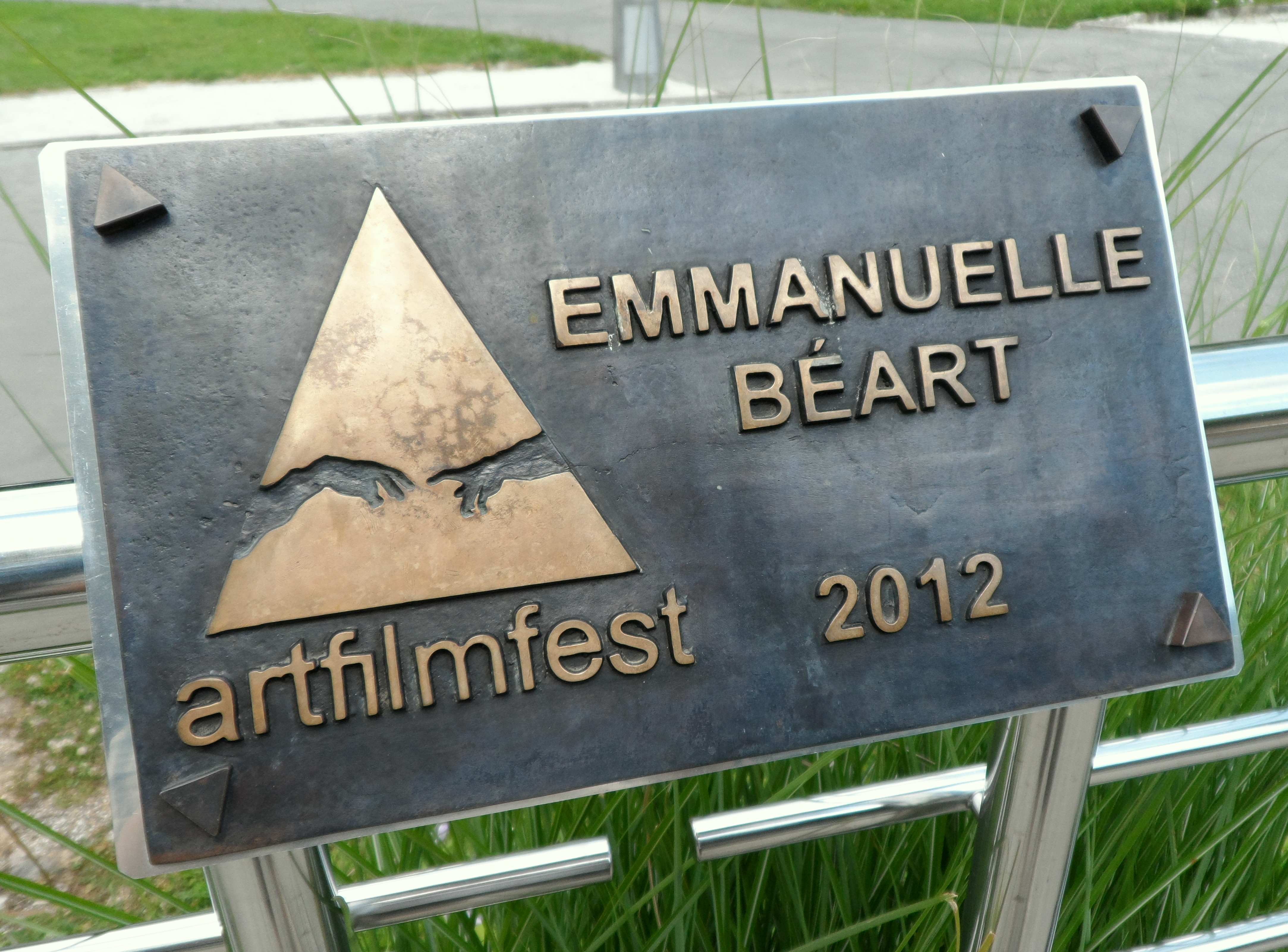
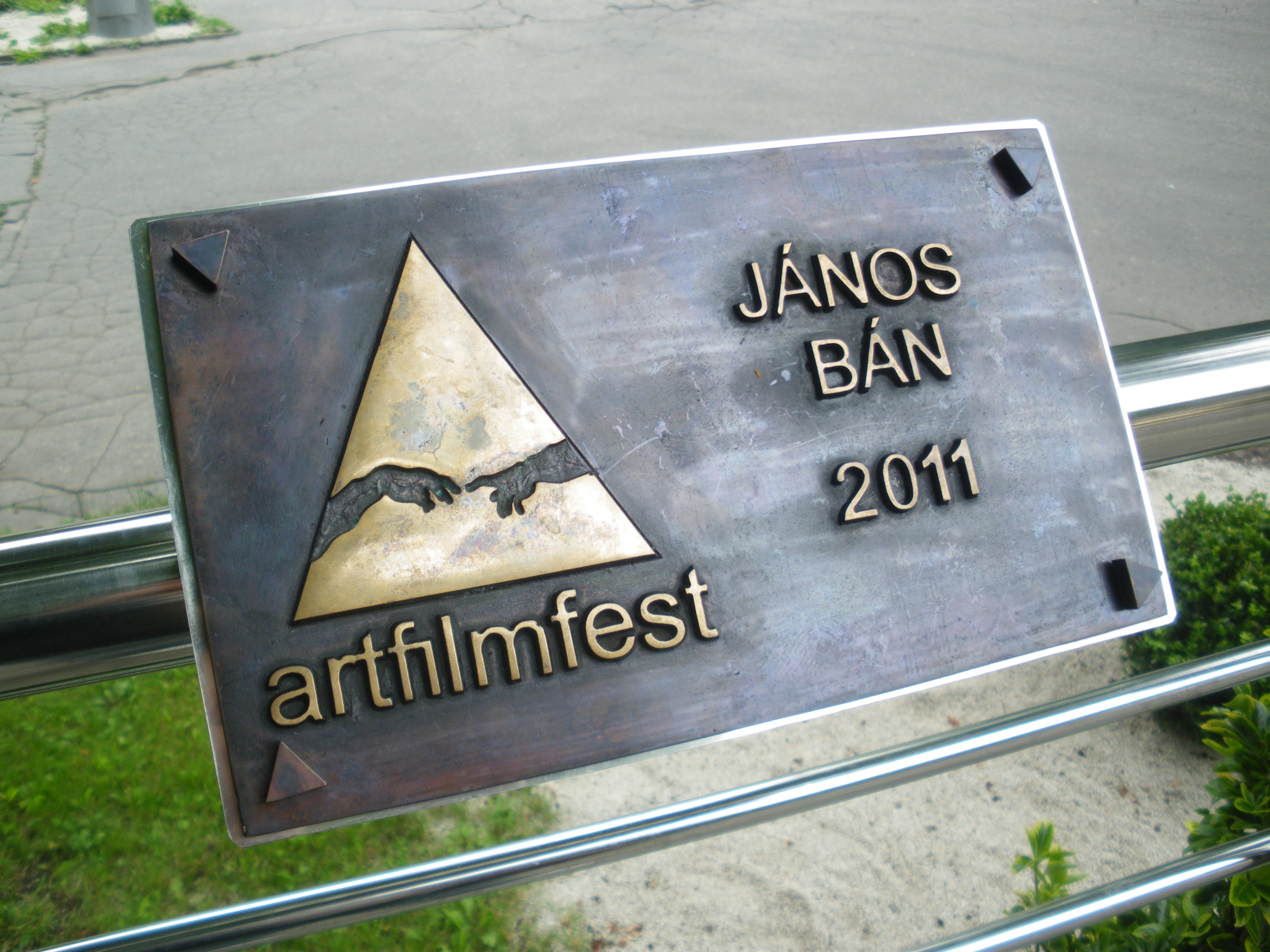
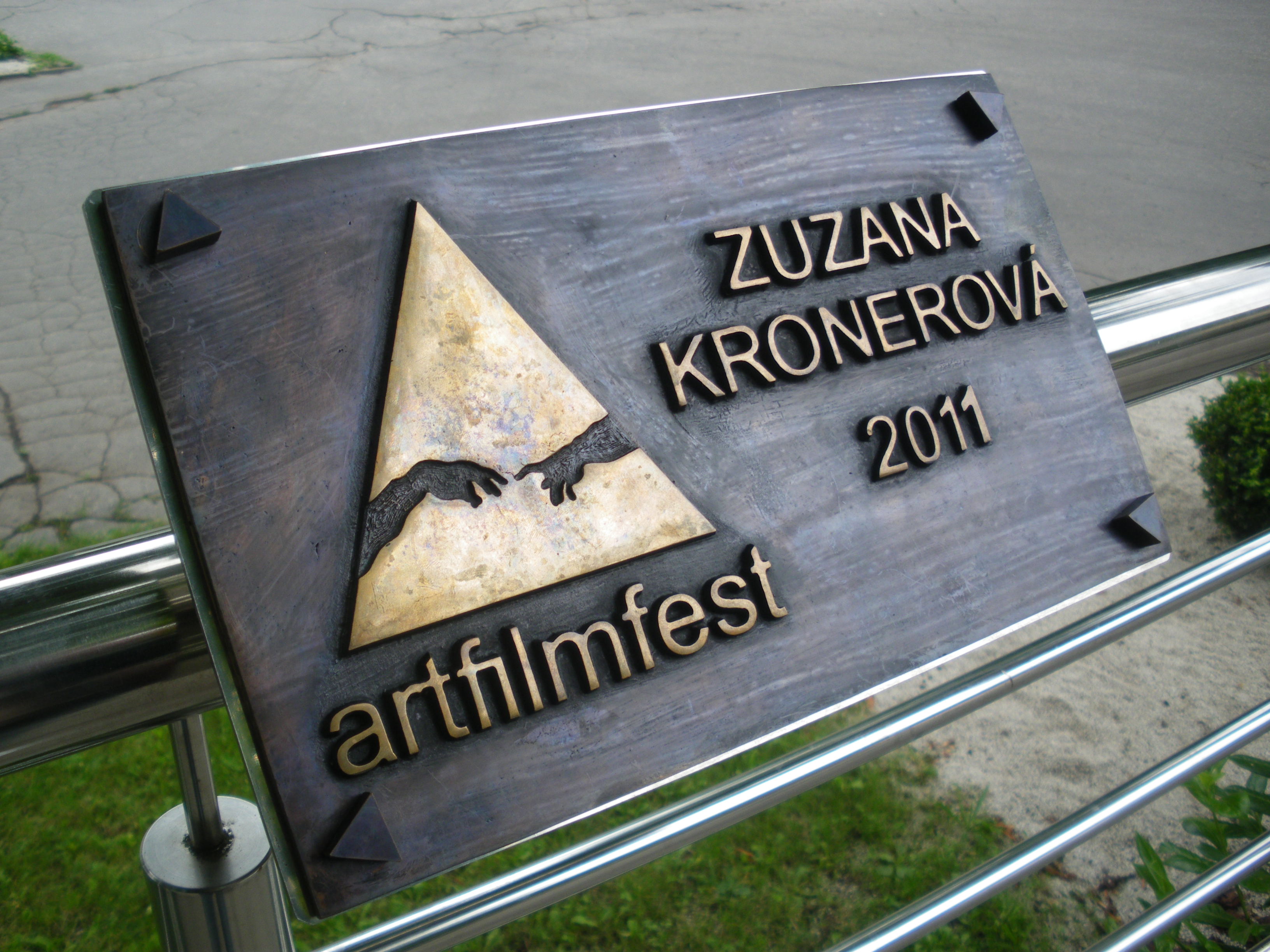
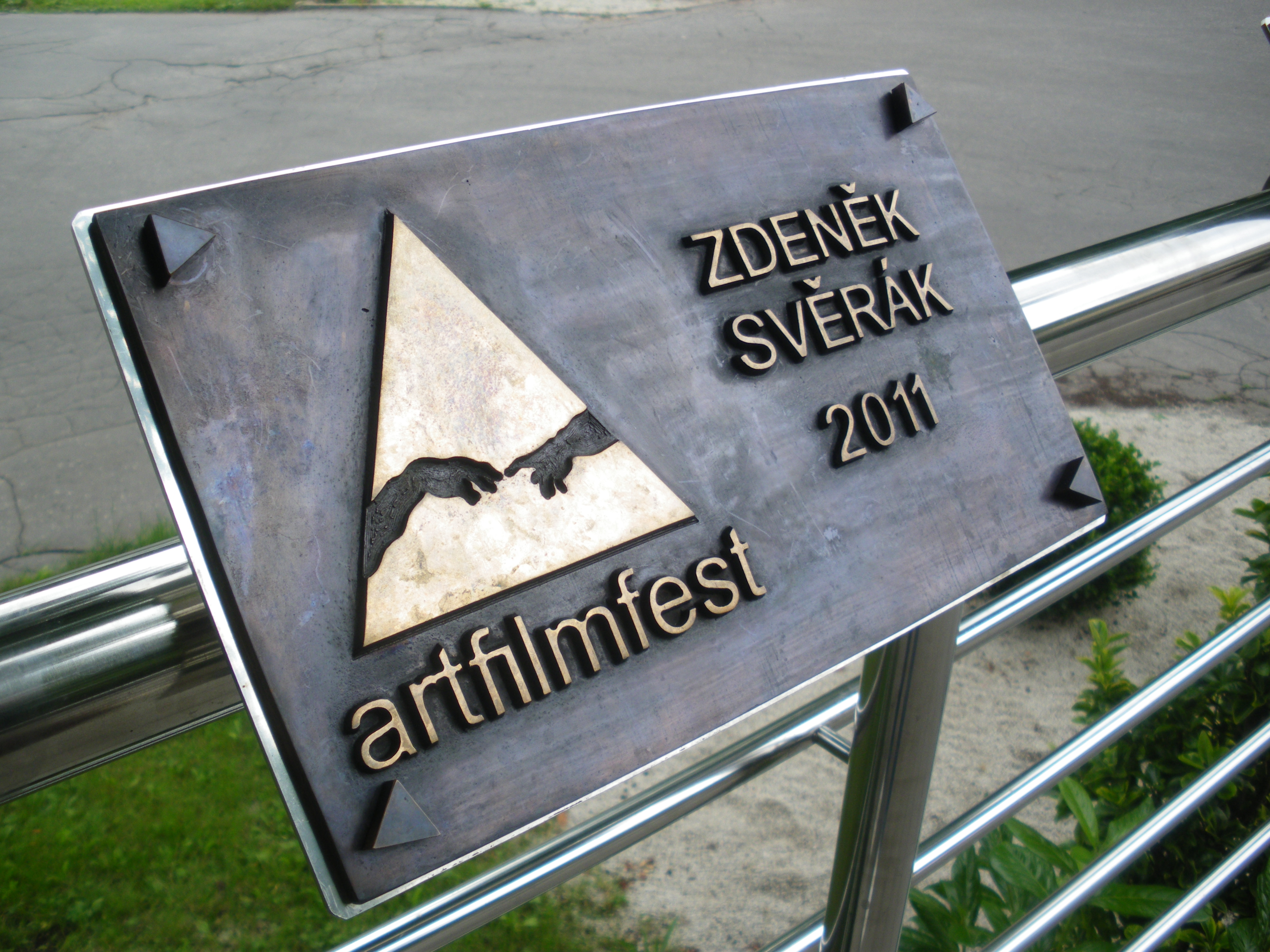
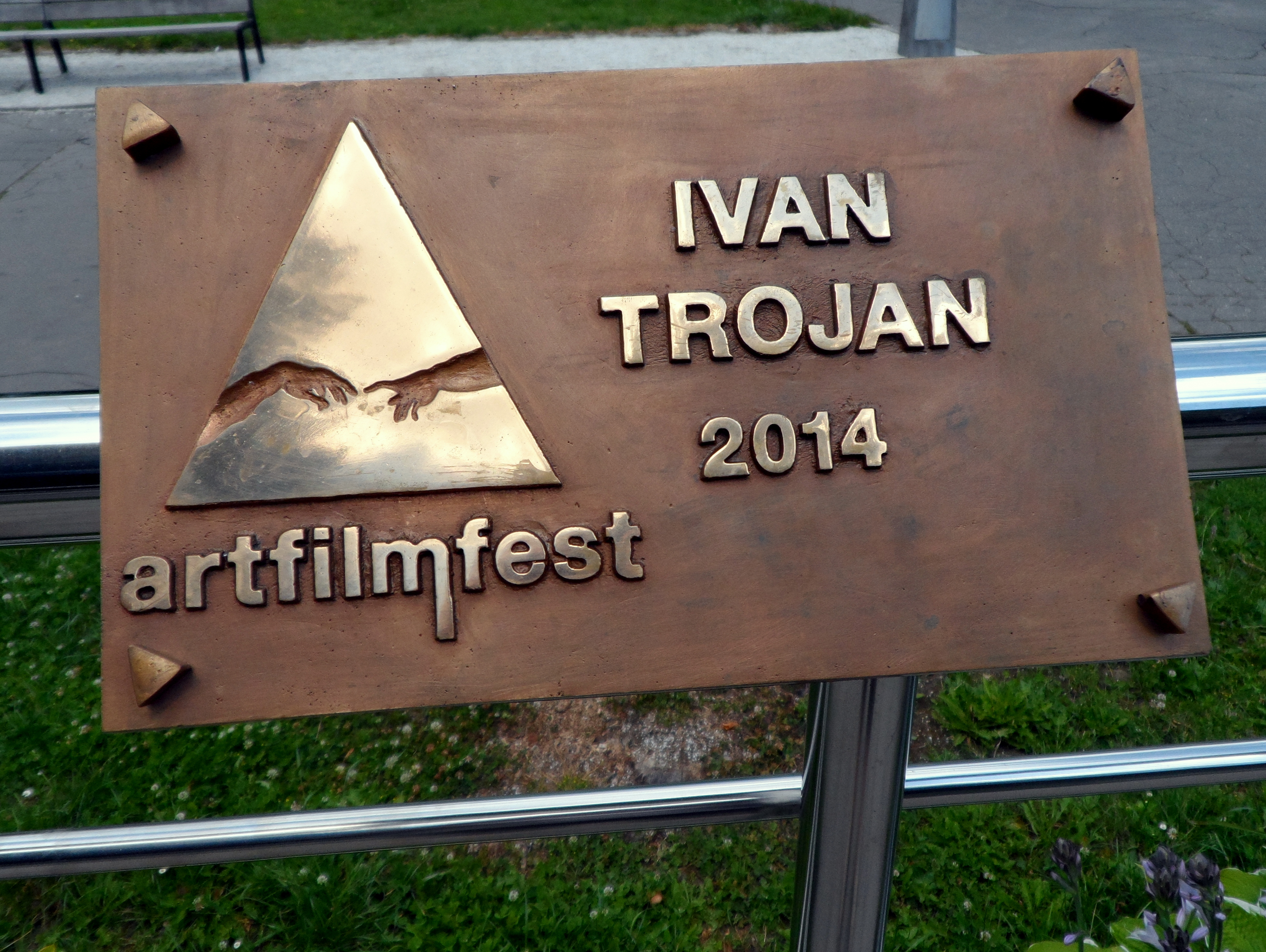
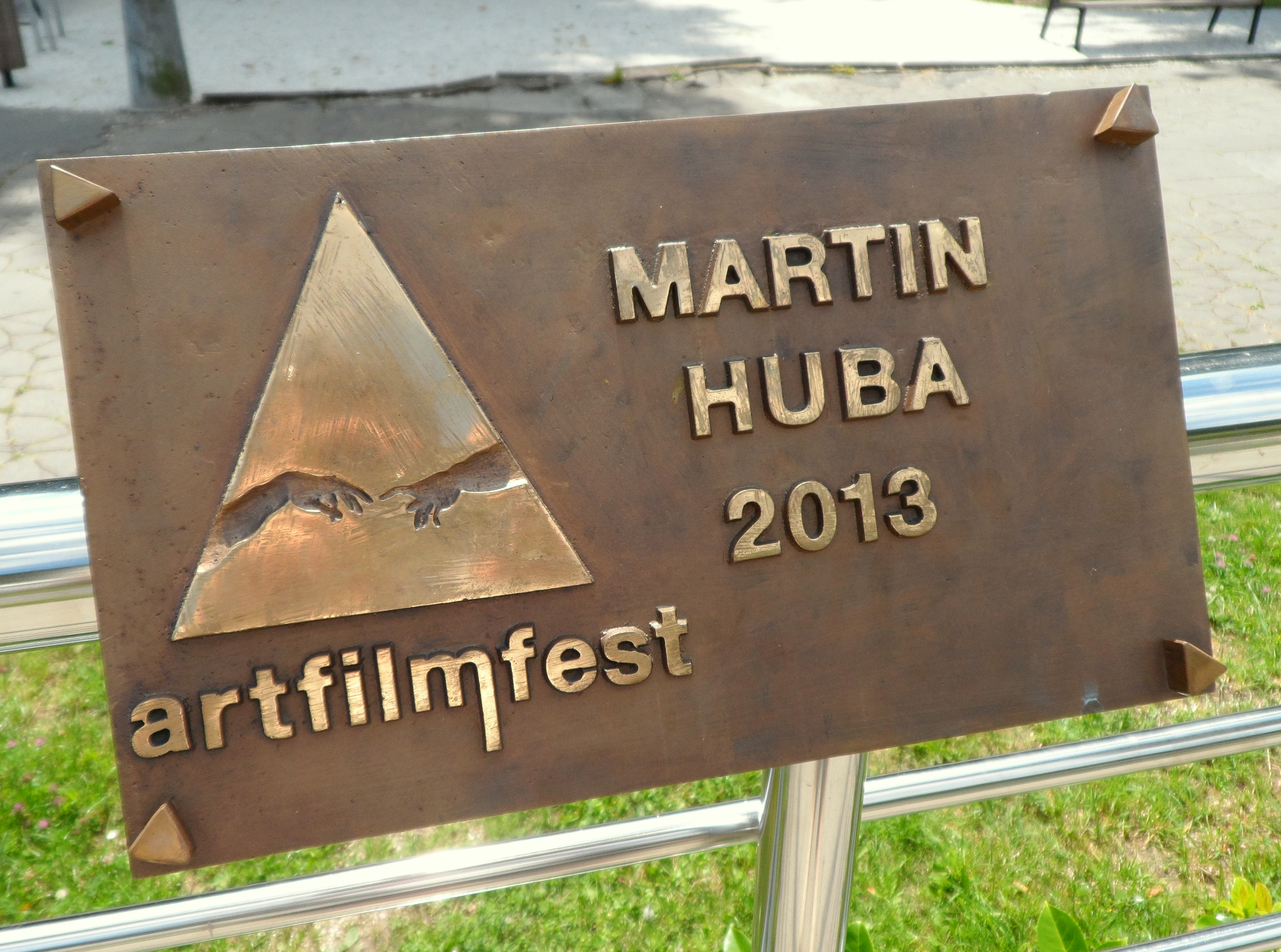
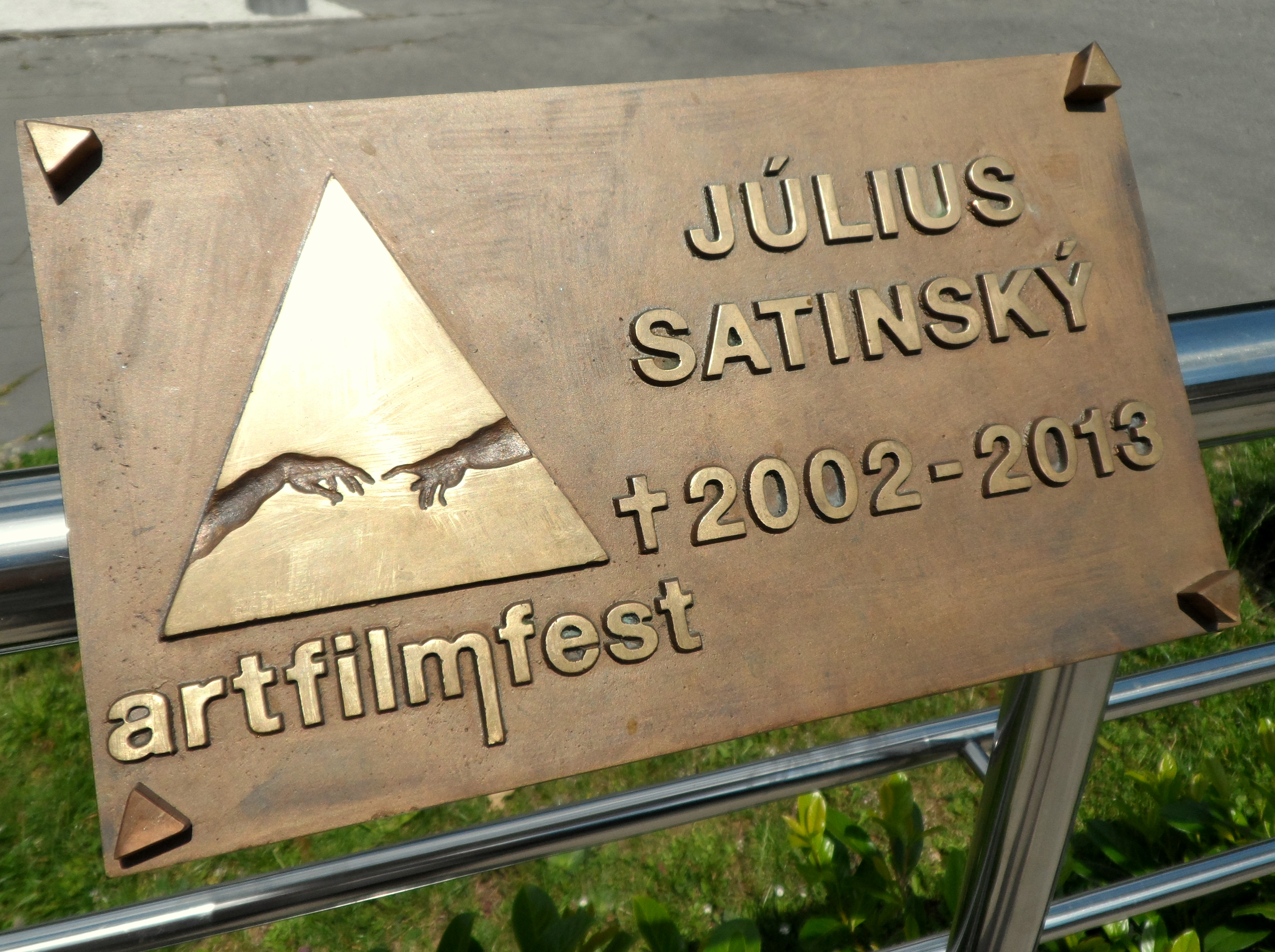
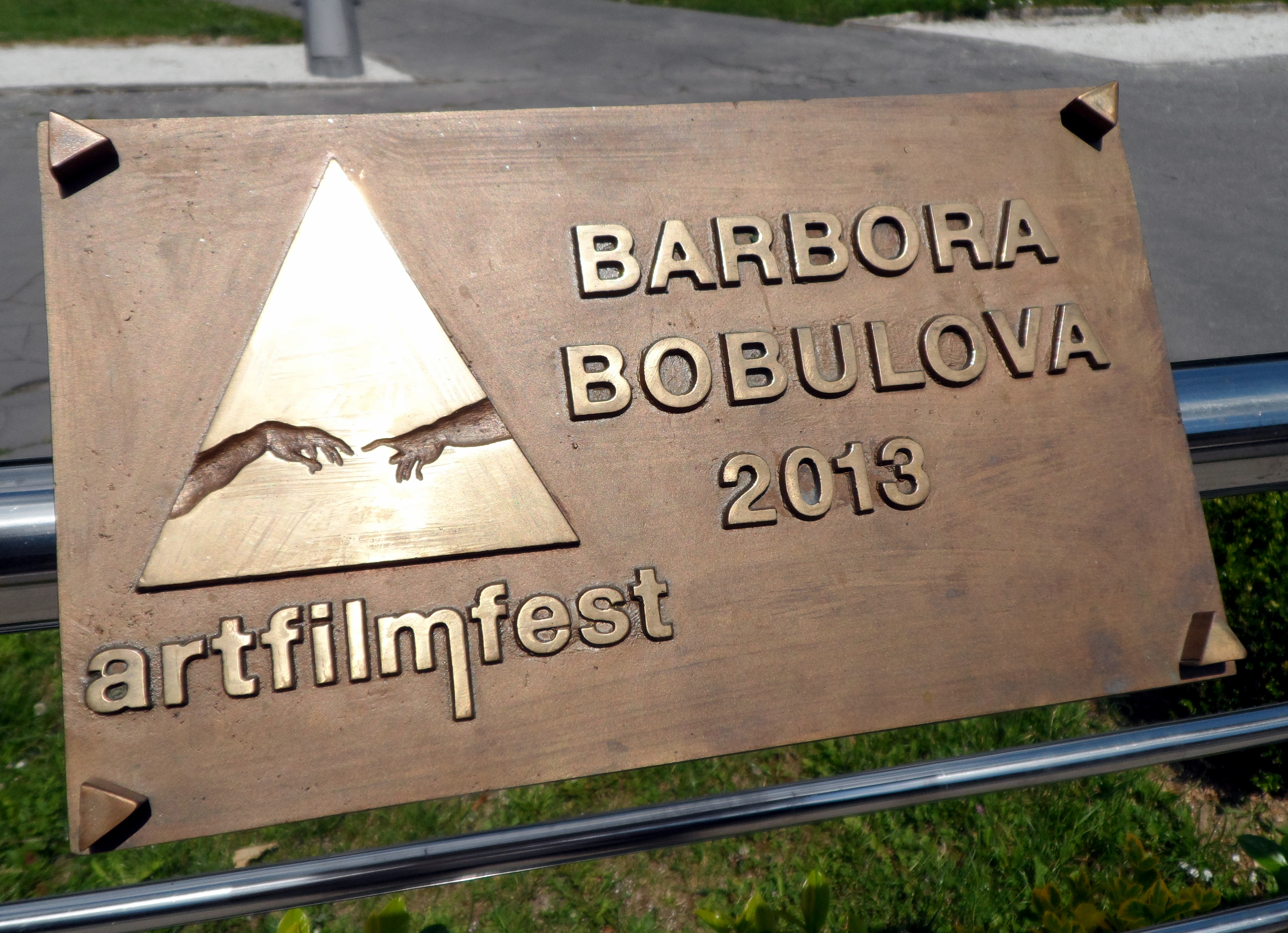